# تطوير الشركات
تطوير الشركات يشير إلى تخطيط وتنفيذ الاستراتيجيات لتحقيق الأهداف التنظيمية. أنواع الأنشطة التي تندرج في إطار تطوير الشركات قد تشمل إدارة فريق التوظيف تدريجيا في الأسواق أو المنتجات، وترتيب التحالفات الاستراتيجية والاستحواذ على الشركات (M&A)، وتأمين تمويل الشركات، تجريد الأصول أو الشعب، وإدارة الملكية الفكرية. أنشطة تشمل غالبا ما دور المدير التنفيذي.

## العمليات
تعتمد إستراتيجية الشركة على ظروف الشركة والمجال الذي ترغب في تطويره. عادةً ما يتم تطوير الشركة على مدار فترة زمنية طويلة ويمكن تعديلها أو تنقيحها مع تقدم المشروع

## إعادة تشكيل الإدارة
أحد مظاهر تطوير الشركات له علاقة بإعادة تشكيل ذراع إدارة الشركة. قد يشمل ذلك عملية التخلص التدريجي من بعض المناصب الإدارية خارج الهيكل الحالي أو إنشاء وظائف جديدة في محاولة لتعزيز فريق الإدارة، وكجزء من هذا النوع من النهج  قد يتطلب تطوير الشركات أيضًا إطلاق سراح واحد أو أكثر من المديرين الحاليين من الشركة واستبدالهم بأشخاص يمتلكون المهارات اللازمة لدفع الشركة إلى الأمام. عندما يكون هذا هو الحال، سيتولى فريق التطوير المؤسسي مهام التوظيف وتقييم التعيينات المحتملة.

## نمو الشركة
يمكن أيضًا تطبيق عملية تطوير الشركات على مهمة تنمية الشركة من خلال عمليات الدمج والاستحواذ. في هذا السيناريو، سيتضمن تطوير المشروع تحديد الشركات المستهدفة المحتملة لعمليات الاستحواذ أو الاندماج مما يؤدي إلى إنشاء شركة جديدة وأكثر قوة. سينظر الفريق في جميع النتائج المحتملة من أي اندماج أو استحواذ محتمل معين ومحاولة للتوقع إذا كان من المحتمل أن يؤدي الإجراء إلى نمو إيجابي أو قد يؤدي إلى إضعاف الشركة بشكل دائم.

## وصلات خارجية
- Association for Corporate Growth
- Acquisitions and partnerships remain a core competitive differentiator for Cisco

تطوير الشركات